# استفانی میگلیورانزی
استفانی میگلیورانزی (به پرتغالی: Stefani Miglioranzi) هافبک اهل برزیل است که در شهر Poços de Caldas و در تاریخ ۲۰ سپتامبر ۱۹۷۷ به دنیا آمده‌است.استفانی میگلیورانزی در مجموع ۲۶۵ بازی، ۱۳ بار دروازه رقبای خود را باز کرده‌است.

استفانی میگلیورانزی در تیم‌های فوتبال پورتسموث سابقهٔ حضور دارد.